# Jan Śleszyński
Jan Śleszyński, auch Ivan, russisch Иван Владиславович Слешинский, Transkription Iwan Wladislawowitsch Sleschinski, (* 23. Juli 1854 in Lyssjanka, Oblast Kiew; † 9. März 1931 in Krakau) war ein polnisch-russischer Mathematiker und mathematischer Logiker.

## Werdegang
Śleszyński wurde als Sohn polnischer Eltern in der Ukraine geboren und studierte an der Universität Odessa mit dem Abschluss 1875 und an der Universität Berlin, wo er bei Karl Weierstraß 1882 promoviert wurde. 1883 bis 1901 war er Professor für Mathematik in Odessa. 1911 ging er nach Polen. Er wurde 1911 außerordentlicher und 1919 ordentlicher Professor an der Jagiellonen-Universität in Krakau. 1924 wurde er emeritiert.
Er befasste sich unter anderem mit Kettenbrüchen und bewies vor und unabhängig von Alfred Pringsheim das Konvergenzkriterium von Pringsheim (auch Satz von Pringsheim und Sleszynski) für bestimmte Kettenbrüche.
1892 veröffentlichte er basierend auf seiner Dissertation und Arbeiten von Augustin-Louis Cauchy eine eingeschränkte Version des zentralen Grenzwertsatzes.
Bekannt ist Śleszyński für Beiträge zur mathematischen Logik. 1909 erschien seine kommentierte Übersetzung des Buchs Algebra der Logik von Louis Couturat, das das führende (und einzige) Lehrbuch in mathematischer Logik in Russland wurde. Er veröffentlichte eine zweibändige Monographie über Beweistheorie (Teoria dowodu (Theorie des Beweises), 1926, 1929) in der mathematischen Logik (wobei sein Schüler Stanisław Krystyn Zaremba Herausgeber war), 1921 ein Buch über Traditionelle Logik und außerdem 1926 ein Buch über die Theorie der Determinanten (alle in Polnisch).